# Путник 57
Путник 57 (енгл. Passenger 57) је акциони филм из 1992. године. 

## Радња
Посебно опасни криминалац, британски терориста Чарлс Рејн (Брус Пејн), превезен је у Калифорнију редовним цивилним летом, смештен у кабини авиона заједно са неколико десетина обичних путника. Искористивши ситуацију и помоћ саучесника прерушених у путнике и чланове посаде, потпуно немилосрдни разбојник у бекству ослобађа се чувара и хвата авион са свима у њему.
На срећу, на истом лету за Лос Анђелес налази се стручњак за безбедност у ваздухопловству по имену Џон Катер (Весли Снајпс), кога је „Атлантик интернешенел ерлајнс” позвао да преузме место потпредседника за безбедност. И уложиће све своје снаге, вештине и способности да злочинац добије оно што заслужује! 

## Улоге
| Глумац         | Улога                    |
| -------------- | ------------------------ |
| Весли Снајпс   | Џон Катер                |
| Брус Пејн      | Чарлс Рејн               |
| Том Сајзмор    | Слај Делвекио            |
| Алекс Дачер    | Марти Слејтон            |
| Брус Гринвуд   | Стјуарт Рамзи            |
| Роберт Хукс    | Двајт Хендерсон          |
| Елизабет Херли | Сабрина Ричи             |
| Ерни Лајвли    | шериф Ленард Бигс        |
| Марк Маколи    | Винсент, Рејнов најамник |
| Мајкл Хорс     | Форже, Рејнов најамник   |

## Зарада
Филм је у САД зарадио 44.065.653 $.